# Батищев, Вячеслав Иванович
Вячеслав Иванович Батищев (8 декабря 1932, Усмань, Центрально-Чернозёмная область, СССР — 28 августа 2005, Усмань, Липецкая область, Россия) — советский, российский криминалист, педагог, заслуженный юрист Российской Федерации, доктор юридических наук (1994), профессор (1997), полковник милиции.

## Биография
Родился 8 декабря 1932 года в городе Усмани (по др. данным в Воронеже) Центрально-Чернозёмной области (ныне — Липецкой области). В 1961 году окончил юридический факультет Ростовского государственного университета. В 1961—1965 годах работник воронежской городской прокуратуры. В 1965—1969 годах — инструктор Воронежского горкома КПСС. В 1969—1986 — начальник следственного управления УВД Воронежской области. С 1986 — преподаватель, доцент, профессор кафедры криминалистики Юридического факультета Воронежского государственного университета.

## Научные работы
Специалист в области методики расследования преступлений, разработал методику расследования неоднократных преступлений отдельных лиц и преступных групп. Редактор научного журнала «Воронежские криминалистические чтения». Автор более 100 научных работ, в том числе 4-х монографий (2 книги):
- Особенности возбуждения уголовных дел о хищениях, совершенных материально-ответственными и должностными лицами (М., 1981);
- Обеспечение эффективного расследования преступлений группировкой и соединением уголовных дел (М., 1990);
- Раскрытие и расследование преступлений, совершенных одними и теми же лицами. — Воронеж: Изд-во Воронеж. гос. ун-та, 1992. — 140 с.;
- Постоянная преступная группа. — Воронеж: Изд-во Воронеж. гос. ун-та, 1994. — 120 с.